# アイル・フライ・フォー・ユー
「アイル・フライ・フォー・ユー」(I'll Fly for You) は、イングランドのニュー・ウェイヴ・バンド、スパンダー・バレエの楽曲で、1984年のアルバム『パレード』からの2枚目のシングルとしてリリースされた。地元のイギリスでは、トップ10入りした9曲目のヒット・シングルとなり、全英シングルチャートの9位まで上昇した。 この曲は、他の5カ国でもトップ40入りし、イタリアのFIMIでは6位、アイルランドのアイルランド・シングルチャートで10位、オランダのシングル・トップ100で28位、ニュージーランドの公式ニュージーランド音楽チャートで35位、オーストラリアのケント・ミュージック・レポートで38位となった。

## トラック・リスト
12インチ・シングル
A. "I'll Fly for You" - 5:34
B1. "To Cut a Long Story Short" (Recorded Live) - 5:02
B2. "I'll Fly for You" (Glide Mix) - 7:13
日本盤12インチ・シングル
Side1-1. フライ・フォー・ユー（ロング・ヴァージョン）
Side1-2. ふたりの絆（エクステンデッド・ミックス）
Side2-1. フライ・フォー・ユー（グライド・ミックス）
Side2-2. 早い話が・・・（ライヴ）